# Werner Felix
Werner Felix (* 30. Juli 1927 in Weißenfels; † 24. September 1998 in Leipzig) war ein deutscher Musikhistoriker und Bachforscher. Er war Rektor der Musikhochschulen Weimar und Leipzig sowie Präsident der Chopin-Gesellschaft der DDR.

## Leben
Werner Felix war Sohn eines Kaufmanns. Am 12. Juli 1944 beantragte er die Aufnahme in die NSDAP und wurde rückwirkend zum 20. April desselben Jahres aufgenommen (Mitgliedsnummer 10.123.531). Er erlernte zunächst selbst den Beruf eines Kaufmanns. 1950 begann er ein Schulmusikstudium an der Staatlichen Hochschule für Musik Weimar, das er 1951 mit dem Staatsexamen beendete.
1951/52 war er Hauptreferent im Staatssekretariat für das Hoch- und Fachschulwesen. Von 1952 bis 1954 war er Direktor des Erfurter Konservatoriums. Von 1955 bis 1966 war er als Nachfolger Willi Niggelings, der „zunehmend in Widerspruch zur Kulturpolitik der SED“ geriet, Rektor der Musikhochschule in Weimar. 1956 wurde er beim Musikpädagogen Fritz Reuter an der Pädagogischen Fakultät der Humboldt-Universität zu Berlin mit der Dissertation Ernst Julius Hentschel (1804 bis 1875), Leben und Werk. Seine Bedeutung für die Musikerziehung in unserer deutschen demokratischen Schule zum Dr. paed. promoviert. Danach erhielt er in Weimar einen Lehrauftrag für Musikgeschichte. 1959 wurde zum Professor ernannt. In Weimar gründete er 1960 das jährlich stattfindende „Internationale Musikseminar für Komposition und Interpretation“. Im Jahr 1965 wurde er ordentlicher Professor für Musikgeschichte an der Staatlichen Hochschule für Musik – Mendelssohn-Akademie in Leipzig. 1968 wurde er vom Rat der Stadt Leipzig zum Intendanten des Gewandhausorchesters Leipzig bestellt (bis 1971). Von 1987 bis 1990 amtierte er als Rektor und somit Nachfolger von Peter Herrmann an der Hochschule für Musik „Felix Mendelssohn Bartholdy“ Leipzig.
Von 1962 bis 1986 war er Gründungspräsident der Chopin-Gesellschaft der DDR und korrespondierendes Mitglied der Chopin-Gesellschaft in Warschau. Felix war Mitglied des Exekutivrates des Musikrates der DDR und des Zentralvorstandes des Verbandes der Komponisten und Musikwissenschaftler der DDR. Von 1969 bis 1990 war er geschäftsführendes Vorstandsmitglied der Neuen Bachgesellschaft in Leipzig. 1976 wurde er Präsident des Debussy-Kreises der DDR. Von 1979 bis 1991 fungierte er als Generaldirektor der „Nationalen Forschungs- und Gedenkstätte Johann Sebastian Bach der DDR“. Somit stand er auch dem inkorporierten Bach-Archiv Leipzig vor. Von 1978 bis 1998 gehörte er dem Herausgeber-Kollegium der Neuen Bach-Ausgabe an. 1985 wurde er ordentliches Mitglied der Philologisch-historischen Klasse der Sächsischen Akademie der Wissenschaften zu Leipzig.
Felix war Mitglied der SED und von 1958 bis 1963 Abgeordneter des Bezirkstags Erfurt.

## Auszeichnungen
- 1964: Verdienstmedaille der DDR
- 1965: Ehrennadel der Gesellschaft für Deutsch-Sowjetische Freundschaft in Gold
- 1976: Kunstpreis der DDR[9]
- 1977: Vaterländischer Verdienstorden in Bronze

## Schriften (Auswahl)
- Die Musik der deutschen Klassik (= Studienmaterial zum organisierten Selbststudium für Kulturfunktionäre. Heft 4). Seemann, Leipzig 1954.
- Franz Liszt. Ein Lebensbild. Mit Auszügen aus Schriften und Briefen des Komponisten im Anhang (= Reclams Universal-Bibliothek. Nr. 8995/97). Reclam, Leipzig 1961 (2. Auflage 1961).
- Christoph Willibald Gluck. Reclam, Leipzig 1965 (= Reclams Universal-Bibliothek. Band 165).
- Franz Liszt. [Biografie]. Reclam, Leipzig 1969 (= Reclams Universal-Bibliothek. Band  399). 2., veränderte Auflage 1986; auch erschienen in Frankfurt am Main: Röderberg-Verlag 1986.
- als Hrsg. mit Winfried Hoffmann und Armin Schneiderheinze: Bericht über die wissenschaftliche Konferenz zum III. [Dritten] Internationalen Bach-Fest der DDR. Leipzig, 18./19. September 1975. Im Auftrag des Johann-Sebastian-Bach-Komitees der DDR. Deutscher Verlag für Musik VEB, Leipzig 1977.
- Johann Sebastian Bach. Deutscher Verlag für Musik, Leipzig 1984 (2. Auflage 1986 und 3. Auflage 1989, ISBN 3-370-00165-9; als Lizenzausgabe erschienen in Wiesbaden: Breitkopf und Härtel 1984, ISBN 3-7651-0202-4).
- Musikgeschichte. Ein Grundriss. Deutscher Verlag für Musik, Leipzig 1984/85, ISBN 3-370-00006-7 (2. Auflage 1989/90).